# Michael Zeller

Michael Zeller (2018)

Michael Zeller (* 29. Oktober 1944 in Breslau) ist ein deutscher Schriftsteller und Lyriker. Er verfasst Romane, Erzählungen, Gedichte und Essays.

## Leben
Zeller studierte von 1965 bis 1974 Literatur, Philosophie und Klassische Archäologie in Marburg und in Bonn, wo er 1974 mit einer Arbeit über Thomas Mann promoviert wurde. Anschließend war er von 1975 bis 1982 Dozent für Literatur an der Friedrich-Alexander-Universität Erlangen-Nürnberg. 1981 habilitierte er sich über zeitgenössische deutsche Lyrik. Von 1974 bis 1982 arbeitete er daneben als Literaturkritiker für die Frankfurter Allgemeine Zeitung.
Seit 1982 ist Zeller freier Schriftsteller. 1986 erschien sein Roman Follens Erbe, der die Geschichte des Universitätsdozenten Hellmut Buchwald erzählt, der vor dem Hintergrund der RAF-Aktionen des Jahres 1977 und der Terrorismushysterie als Reaktion auf diese in den Verdacht verfassungsfeindlicher Umtriebe gerät. Als historische Bezugsfigur erscheint der Vormärz-Rebell Karl Follen, dessen Geschichte mit dem Erleben des Dozenten Buchwald verknüpft wird. In dem Kurzroman Die Sonne! Früchte. Ein Tod entsteht das Porträt der Malerin Paula Modersohn-Becker als einer Frau, die zerrissen zwischen den Anforderungen der traditionellen Frauenrolle und künstlerischer Berufung nach einer rauschhaften Schaffensphase schließlich doch resignieren muss. Der Roman wurde bisher fünfmal aufgelegt und erschien 1989 außerdem als Bühnenfassung auf dem Theater (in Nürnberg).
1990 kam als dritter Roman Der Wiedergänger heraus. Angesichts der weltweiten AIDS-Epidemie wird darin aus der Sicht eines heutigen Arztes die Geschichte der Pest im mittelalterlichen Europa rekonstruiert.
Im gleichen Jahr 1990, direkt nach Wegfall des Eisernen Vorhangs durch Europa, reiste Zeller nach Polen, in das Land seiner Geburtsstadt Breslau, und hielt sich einige Wochen in der alten polnischen Königsstadt Krakau auf. Dort fängt auch sein Roman Café Europa an, der 1994 zum ersten Mal erschien (mehrere Auflagen, 1999 auf Polnisch). Für diesen Roman wurde Zeller mit dem „Internationalen Schriftstellerstipendium“ der Robert-Bosch Stiftung ausgezeichnet und konnte für ein ganzes Jahr in Krakau leben. Aus den Erfahrungen dort entstand der Erzählband Noch ein Glas mit Pan Tadeusz, Krakauer Geschichten (2000) und später noch ein weiterer Polen-Roman, Die Reise nach Samosch (2003).
1999 belegte Zeller für ein Jahr die „Autorenresidenz“ Schwerte. Daraus wurde der Band Mein schöner Ort, Gesänge aus dem deutschen Alltag (2001), alle im vierhebigen Rhythmus (mit CD).
Im Auftrag der Stadt Soest verfasste Zeller 2009 das Schauspiel Die Soester Fehde, das im August 2009 unter freiem Himmel vor der mittelalterlichen Architektur von Sankt Patrokli Premiere hatte und auch 2011 nochmals aufgeführt wurde.
Seit 2007 arbeitete Zeller regelmäßig mit Schulklassen an Realschulen und Gymnasien in mehreren Städten Nordrhein-Westfalens. Im Rahmen des Deutschunterrichts entstanden in jeweils dreimonatigen Einheiten unter seine Leitung „Schulromane“. Die in der Klasse erstellten Texte wurden alle anschließend gedruckt und in den Buchhandel gebracht. Auf diese Weise sind bis 2017 in Duisburg, Schwerte und Wuppertal acht Schulromane erschienen, zuletzt Bunt ist unser Leben in Schwerte.
2010 gab Zeller Kriegstagebücher des Schriftstellers Gerhard Nebel heraus, die zwischen 1942 und 1945 an der Front entstanden waren. Nachdem sie erst- und einmalig von 1948 bis 1950 erschienen waren, konnten sie als vergessen gelten. Zeller gab eine Auswahl in einem Band unter dem Titel Zwischen den Fronten mit einem ausführlichen Nachwort heraus. 2013 wurde allerdings die Restauflage bei dem Großbrand eines Bücherlagers bei Leipzig vernichtet.
Seit 2011 ist Zeller literarischer Mitarbeiter bei dem Schülerwettbewerb „Begegnung mit Osteuropa“. Jedes Jahr wird er von der Bezirksregierung Münster ausgerichtet. Zeller schreibt die Anfänge von Erzählungen, die die Schüler (in NRW und in Osteuropa) zu Ende erzählen.
Beginnend im Jahr 2012 erschien über drei Jahre hinweg seine Bild-Text-Kolumne Seh-Reise im Internet-Magazin „CulturMag“: 104 Folgen, denen jeweils eine Kunstpostkarte zugrunde liegt. In einer Auswahl ist die Seh-Reise das ganze Jahr 2018 über in dem Internet-Magazin „Musenblätter“ zu sehen.
Ein breites Interesse bei der Kritik fand die Erzählung Brudertod (2014), in dem Zeller den frühen Selbstmord seines Bruders verarbeitet. Der Nachkriegsroman Falschspieler erschien 2015 in einer Neuauflage (erstmals 2008). Er geht auf den authentischen Fall einer Literaturfälschung im Deutschland der 1950er Jahre zurück.
2018 kam auch das Buch Die türkische Freundin heraus, mit Geschichten und Gedichten über Begegnungen zwischen Deutschen und Türken, von heute zurückgehend bis in die 1990er Jahre.
Zeller wurde 1997 mit dem Sonderpreis des Kulturpreises des Landes Niedersachsen geehrt, 2008 mit dem Von der Heydt-Preis, dem Kulturpreis der Stadt Wuppertal. 2011 erhielt er den internationalen Andreas-Gryphius-Preis, vergeben von der KünstlerGilde der Stadt Esslingen. Er ist Mitglied im PEN-Zentrum Deutschland und lebt in Wuppertal.
Der ukrainische PEN, Kiev, hat im ostukrainischen Charkiw eine „Literaturresidenz“ gegründet. Als erster Gast aus dem Ausland wurde dazu Michael Zeller eingeladen. Den Monat September 2019 hat Zeller in Charkiw verbracht und war in der Zeit intensiv in das literarische und kulturelle Leben der Stadt eingebunden. Neben seinem Roman Kropp sind vor allem zahlreiche seiner Gedichte seit den 1990er Jahren ins Ukrainische übersetzt worden. Im Herbst 2021 erschien sein Buch Die Kastanien von Charkiw, Mosaik einer Stadt, das zuvor schon, in die Landessprache übersetzt, in der Ukraine selbst erschienen war.
Von April 2020 bis Juni 2021 veröffentlichte Zeller 22 Folgen seines „Corona-Logbuchs“ Was alles wir der chinesischen Fledermaus verdanken, in verschiedenen Internet-Journalen und in der Westdeutschen Zeitung.
2023 ist die Erzählung Wendisches Sommergewitter erschienen, eine „Künstlernovelle“. Sie spielt im Wendland, als der erste Transport mit Atommüll nach Gorleben gebracht wird.

## Werke
- Väter und Söhne bei Thomas Mann – der Generationsschritt als geschichtlicher Prozess. (= Bonner Arbeiten zur deutschen Literatur. 27). Dissertation. Bouvier, Bonn 1974, ISBN 3-416-01036-1.
- Bürger oder Bourgeois? Eine literatursoziologische Studie zu Thomas Manns „Buddenbrooks“ und Heinrich Manns „Im Schlaraffenland“. Klett, Stuttgart 1976, ISBN 3-12-392900-0.
- Fehlstart-Training. Roman. Sauerländer, Aarau 1978, ISBN 3-7941-1735-2.
- Aus meinen Provinzen. Gedichte. Plakaterie Verlag, Nürnberg 1981, ISBN 3-88469-023-X.
- Gedichte haben Zeit. Aufriss einer zeitgenössischen Poetik. Habilitationsschrift. Klett, Stuttgart 1982, ISBN 3-12-397200-3.
- Lieben Sie Dallas? Streit-Lust-Schrift wider den Dünkel der Kultur. Gruber und Raabe, Nürnberg. Überarbeitete und erweiterte Fassung: Ullstein, Frankfurt am Main 1984, ISBN 3-548-36513-2.
- Follens Erbe. Eine deutsche Geschichte. Roman. Oberon, Bad Homburg 1986. (Neuausgabe: dtv, München 1990, ISBN 3-423-11242-5).
- Die Sonne! Früchte. Ein Tod. Roman. Oberon, Frankfurt 1987.
  - Neuauflage unter dem Titel Letzte Reise nach Paris. Roman um Paula Modersohn-Becker. Rote Katze, Lübeck 2024, ISBN 978-3-910563-19-3.
- Lust auf Blau und Beine. Gedichte. Dagyeli, Frankfurt 1988, ISBN 3-89329-104-0.
- Rochus – die Pest und ihr Patron. (= Nürnberger Schriften. 2). Böckel, Nürnberg 1989, ISBN 3-87191-131-3.
- Der Wiedergänger. Roman. Benziger, Zürich 1990, ISBN 3-545-36485-2.
  - Podcast, gelesen von Olaf Reitz, 2020[3].
- Mein Traum vom Dulden – Eine deutsch-jüdische Begegnung der anderen Art. Essay. Isele, Eggingen 1991, ISBN 3-925016-79-1.
- Weimar. Deutscher Musenort. Essay. Verlagsgemeinschaft Berg, Berg am See 1991, ISBN 3-921655-72-2.
- Mikado. Erzählungen. Benziger, Zürich 1991. (Neuausgabe: Ars vivendi, Cadolzburg, ISBN 3-931043-19-3).
- Café Europa. Roman. ars vivendi verlag, Cadolzburg 1994, ISBN 3-927482-80-3. (Erstausgabe in polnischer Übersetzung von Maria Podlasek-Ziegler: Polnisch-deutscher Verlag, Warschau 1999, ISBN 83-86653-07-8).
- Ist nicht zu sagen. Gedichte. Edition Künstlerhaus, Lauenburg/Elbe 1996.
- Kropp. Eine Abrechnung. Roman. Oberon, Frankfurt 1996, ISBN 3-925844-11-2.
  - Übersetzt ins Ukrainische von Oleksandra Kowajowa, Charkiw 2016.
- Und nächstes Jahr in Jerusalem. Geschichten am Weg. Erzählungen. Ars vivendi, Cadolzburg 1999, ISBN 3-89716-089-7.
- Noch ein Glas mit Pan Tadeusz. Krakauer Geschichten. Ars vivendi, Cadolzburg 2000, ISBN 3-89716-210-5.
- Mein schöner Ort. Gesänge aus dem deutschen Alltag. Ars vivendi, Cadolzburg 2001, ISBN 3-89716-221-0. (Dem Buch ist eine CD mit zehn vom Autor gelesenen Gesängen beigegeben. Musikalische Begleitung: Hans-Günter Brodmann)
- Erfurt erfinden. Herausgegeben von Michael Zeller, Artist in Residence, Erfurt. RhinoVerlag Weimar 2002, ISBN 3-932081-63-3.
- Die Reise nach Samosch. Roman. Ars vivendi, Cadolzburg 2003, ISBN 3-89716-374-8.
- Granaten und Balladen. Bosnisches Mosaik. Neues Literaturkontor, Münster 2005, ISBN 3-920591-81-X.
- Die schwarze Schachtel. Schulhausroman. Nacke, Wuppertal 2008, ISBN 978-3-9810918-6-1.
- Falschspieler, Roman (unter dem Pseudonym Jutta Roth). ars vivendi verlag, Cadolzburg 2008, ISBN 978-3-89716-306-5. (Neuauflage (unter dem Namen des Autors): Brockmeyer Verlag, Bochum 2015, ISBN 978-3-8196-1000-4).
- Die Soester Fehde. Schauspiel. Verlag HP Nacke, Wuppertal 2009, ISBN 978-3-9812319-3-9.
- Saskia leuchtet. Schulhausroman. Verlag HP Nacke, Wuppertal 2009, ISBN 978-3-9812319-8-4.
- Der Schüler Struwe. Eine Geschichte. Erzählung. NordPark, Wuppertal 2009, ISBN 978-3-935421-33-1.
- Die schwarze Schachtel. Schulroman. Verlag HP Nacke, Wuppertal 2008, ISBN 978-3-9810918-6-1.
- Wir machen den Pott voll. In: Die Ruhr fließt anders als der Bosporus. Klartext, Essen 2010, ISBN 978-3-8375-0274-9.
- Gerhard Nebel: Zwischen den Fronten. Kriegstagebücher 1942–1945. Wiederentdeckt, ausgewählt und mit einem Nachtwort versehen von Michael Zeller. wjs verlag, Berlin 2010, ISBN 978-3-937989-69-3.
- Ein Schuss Jugendliebe. Schulroman Wuppertal. Verlag HP Nacke, Wuppertal 2011, ISBN 978-3-942043-75-5.
- Der Schatz auf dem Dach. Schulroman Wuppertal. Verlag HP Nacke, Wuppertal 2012, ISBN 978-3-942043-86-1.
- Die Selbstkritik von La Habana im Jahr 1968. Erzählung. NordPark Verlag, Wuppertal 2012, ISBN 978-3-935421-94-2.
- Wie es anfängt, wie es endet. Gedichte und Gesänge. Brockmeyer, Bochum 2013, ISBN 978-3-8196-0918-3.
- Abhauen! Protokoll einer Flucht. Erzählung. CulturBooks (E-Verlag) 2013, ISBN 978-3-944818-14-6.
- Brudertod. Ein Kinderleben. Brockmeyer Verlag, Bochum 2014, ISBN 978-3-8196-0971-8.
- Das Geheimnis des Omar. Schulroman Wuppertal. Verlag HP Nacke, Wuppertal  2014, ISBN 978-3-942043-44-1.
- Flammen über der Stadt. Schulroman Wuppertal. Verlag HP Nacke, Wuppertal 2016.
- Bunt ist unser Leben. Schulroman Schwerte. Verlag HP Nacke, Wuppertal 2017.
- Die türkische Freundin. Geschichten und Gedichte. Asso, Oberhausen 2018, ISBN 978-3-938834-89-3.
- Die Kastanien von Charkiv. Mosaik einer Stadt. Asso, Oberhausen 2021, ISBN 978-3-949461-02-6.
  - Zweitauflage Die Kastanien von Charkiv. Ukrainisches Mosaik. Rote Katze, Lübeck 2024, ISBN 978-3-910563-27-8.
  - Erstausgabe in ukrainischer Übersetzung: КАШТАНИ ХАРКОВА. Мозаїка міста. Maydan-Verlag, Charkiv 2021.
- Abhauen! Protokoll einer Flucht. Rote Katze, Lübeck 2022, ISBN 978-3-9824150-5-5.
- Wendisches Sommergewitter. Rote Katze, Lübeck 2023, ISBN 978-3-9824732-6-0.

## Auszeichnungen
- 1984/1985 „Atelierhaus“-Stipendium Worpswede
- 1988/1989 „Writer in residence“ an der New York University (Deutscher Literaturfonds Darmstadt)
- 1991 Literaturstipendium Nordrhein-Westfalen
- 1992 Literaturstipendium Künstlerhaus Edenkoben
- 1993/1994 Poetikdozentur an der Johannes Gutenberg-Universität Mainz
- 1994 Literaturstipendium Schleswig-Holstein
- 1995 Literaturstipendium Niedersachsen Künstlerhof Schreyahn
- 1995/1996 „Stadtschreiber“ in Lauenburg/Elbe
- 1997 Kulturpreis Schlesien des Landes Niedersachsen
- 1997 Literaturpreis der Robert Bosch Stiftung Stuttgart („Internationales Schriftstellerstipendium“ Krakau)
- 1999 Autorenresidenz Schwerte
- 2001/2002 „Artist in Residence“ an der Universität Erfurt
- 2003 Preis der Enno und Christa Springmann-Stiftung
- 2004 Literaturpreis der mittelfränkischen Wirtschaft
- 2008 Von der Heydt-Kulturpreis
- 2011 Andreas-Gryphius-Preis
- 2015 „Stadtschreiber“ in Regensburg (nicht angetreten)
- 2022 Georg-Dehio-Buchpreis (Hauptpreis; für das literarische Gesamtwerk)